# Гале (Польща)
Гале (пол. Hałe) — село в Польщі, у гміні Сокулка Сокульського повіту Підляського воєводства.
Населення — 105 осіб (2011).
У 1975-1998 роках село належало до Білостоцького воєводства.

## Демографія
Демографічна структура станом на 31 березня 2011 року:
|          | Загалом | Допрацездатний вік | Працездатний вік | Постпрацездатний вік |
| -------- | ------- | ------------------ | ---------------- | -------------------- |
| Чоловіки | 49      | 10                 | 32               | 7                    |
| Жінки    | 56      | 11                 | 25               | 20                   |
| Разом    | 105     | 21                 | 57               | 27                   |